# Maison Mantin
Das Maison Mantin (französisch für Haus Mantin) ist ein französisches Landhaus aus dem 19. Jahrhundert. Es befindet sich in Moulins (Arrondissement Moulins) im zentralfranzösischen Département Allier.
Das Landhaus war über 100 Jahre lang unbewohnt und verfiel, wurde aber im November 2010 als Museum öffentlich zugänglich gemacht.

## Geschichte
Das Maison Mantin wurde von Louis Mantin in Auftrag gegeben. Er wollte eine Schaufläche für seine Kunst- und Antiquitätensammlung schaffen. Das Landhaus wurde vom lokal bekannten Architekten René-Justin Moreau (* 28. April 1858 in Moulins; † 18. September 1924 ebenda) und seinem Vater Jean-Bélizaire Moreau (* 23. Dezember 1828 im Département Loir-et-Cher; † 11. März 1899) entworfen und von 1893 bis 1896 auf einem Grundstück errichtet, auf dem früher ein Schloss der französischen Königsfamilie gestanden hatte.
Mantin vermachte in seinem Testament 1905 das Landhaus der Stadt Moulins. Sein letzter Wille war, dass das Haus erhalten werde und in 100 Jahren dem Besucher „ein Beispiel für ein gutbürgerliches Haus des 19. Jahrhunderts“ sein solle.
Gemäß seinem Willen wurde das Haus mit dem Originalinhalt über ein Jahrhundert lang unberührt gelassen und verfiel im Laufe der Zeit. Nach Ablauf der Frist weigerte sich die Stadt aufgrund der hohen Kosten, das Gebäude zu sanieren. Da testamentarisch festgelegt war, dass in diesem Falle die nächste Verwandte das Gebäude erhielt, kam Mantins Großnichte Isabelle de Chavagnac zum Zuge. Diese drohte der Stadt, dass sie das Gebäude zurückfordern werde, wenn es nicht saniert werde. Nach intensiver Restauration, die etwa 3,5 Millionen Euro kostete, wurde das Gebäude schließlich als Museum umgebaut und repräsentiert den eklektischen Geschmack seines Vorbesitzers.

## Der Bauherr Louis Mantin

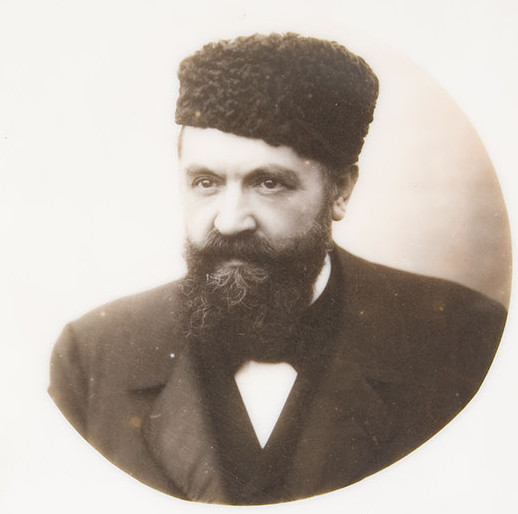
Louis Mantin

Louis Mantin (* 14. Januar 1851 in Moulins; † 3. Oktober 1905 ebenda) war zunächst Beamter in der französischen Provinz, ehe er als 30-Jähriger das Erbe seines Vaters antrat. Im Alter von 43 Jahren beschloss er seinen Beruf aufzugeben und sich den schönen und interessanten Dingen des Lebens zu widmen. Er war unverheiratet und ohne Nachkommen. Mantin ruht – unter einer Pyramide begraben – auf dem Friedhof von Moulins (Cimetière de Paris).

## Das Gebäude
Der erste Entwurf sah ein neugotisches Landhaus vor. In dem abschließenden Entwurf wurden allerdings Elemente einer Seevilla aufgegriffen, die ein malerisches Bild erzeugen. Der Architekt ließ seiner Form vom Eklektizismus freien Lauf: Im Studien- und Esszimmer gibt es Holzparkett, im „Raum der vier Jahreszeiten“ gibt es plastisches Dekor im Stil der Neorenaissance und Gemälde im Stil von Ludwig XVIII. Das moderne Badezimmer hat Buntglasfenster und Jugendstil-Gemälde. Diese Form des Designs ebnete den Weg für den Trend der „Schloss-Villa“.
Das Gebäude vereint die technischen Innovationen seiner Zeit: elektrisches Licht, Warm- und Kaltwasserhähne, Überkopf-Duschen und Toiletten mit Spülung.

## Die Sammlung
Das Museum vereint eine große Anzahl an Gemälden, Büchern, Fotografien, Miniaturen, Tierpräparaten, Keramik, Mineralien, Schnitzereien und seltene, ungewöhnliche Reisemitbringsel von Louis Mantin. Die reiche Sammlung und die Gestaltung des Gebäudes geben einen einzigartigen Charakter.
Das Museum verfügt ebenfalls über einen Vorführraum.

## Dokumentarfilm
Über das Haus wurde 2007 ein 60-minütiger französisch/belgischer Dokumentarfilm mit dem Originaltitel L’énigme de la maison Mantin (französisch für: Das Geheimnis des Hauses Mantin; Regie: André Dartevelle) gedreht.

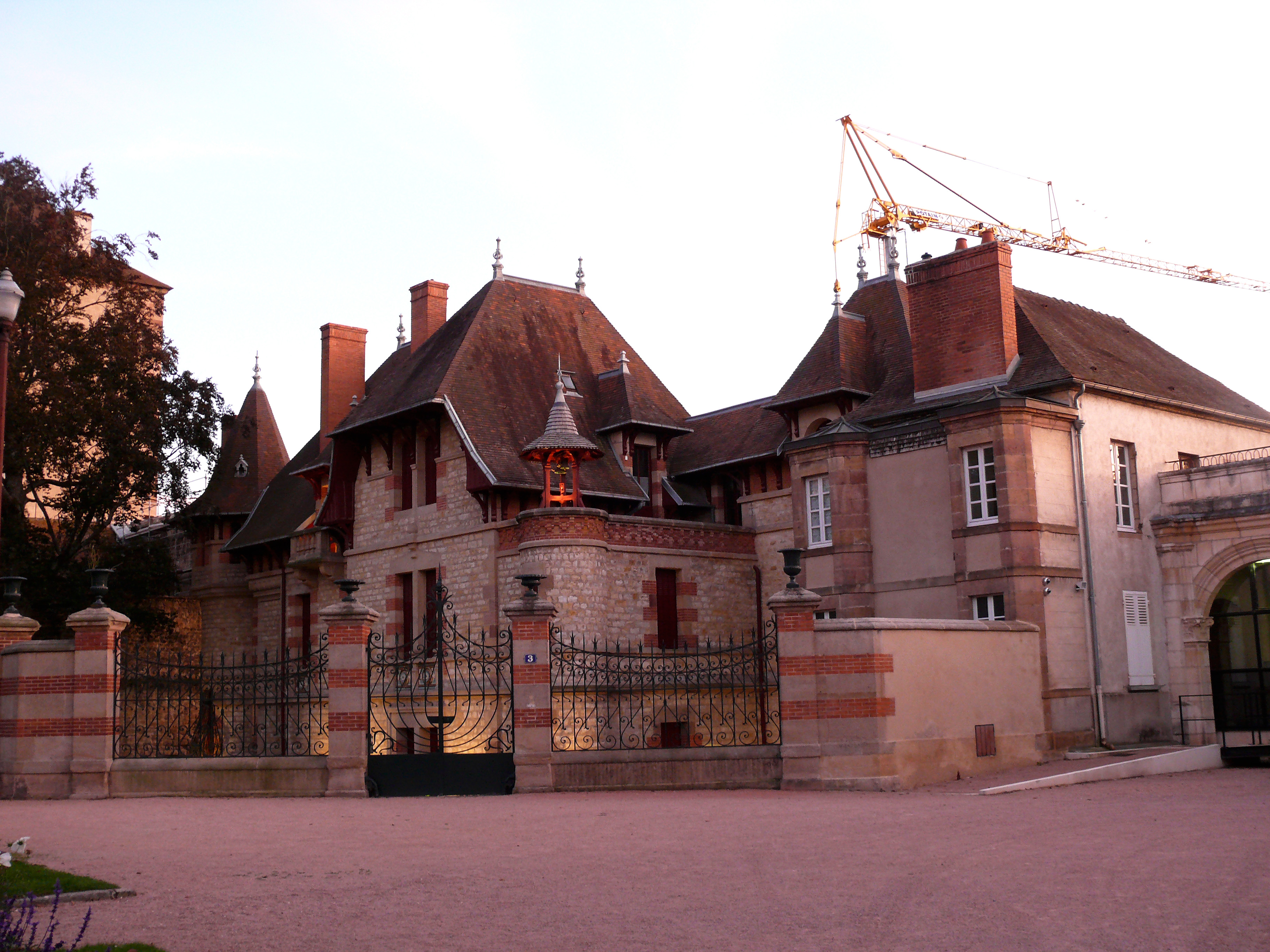
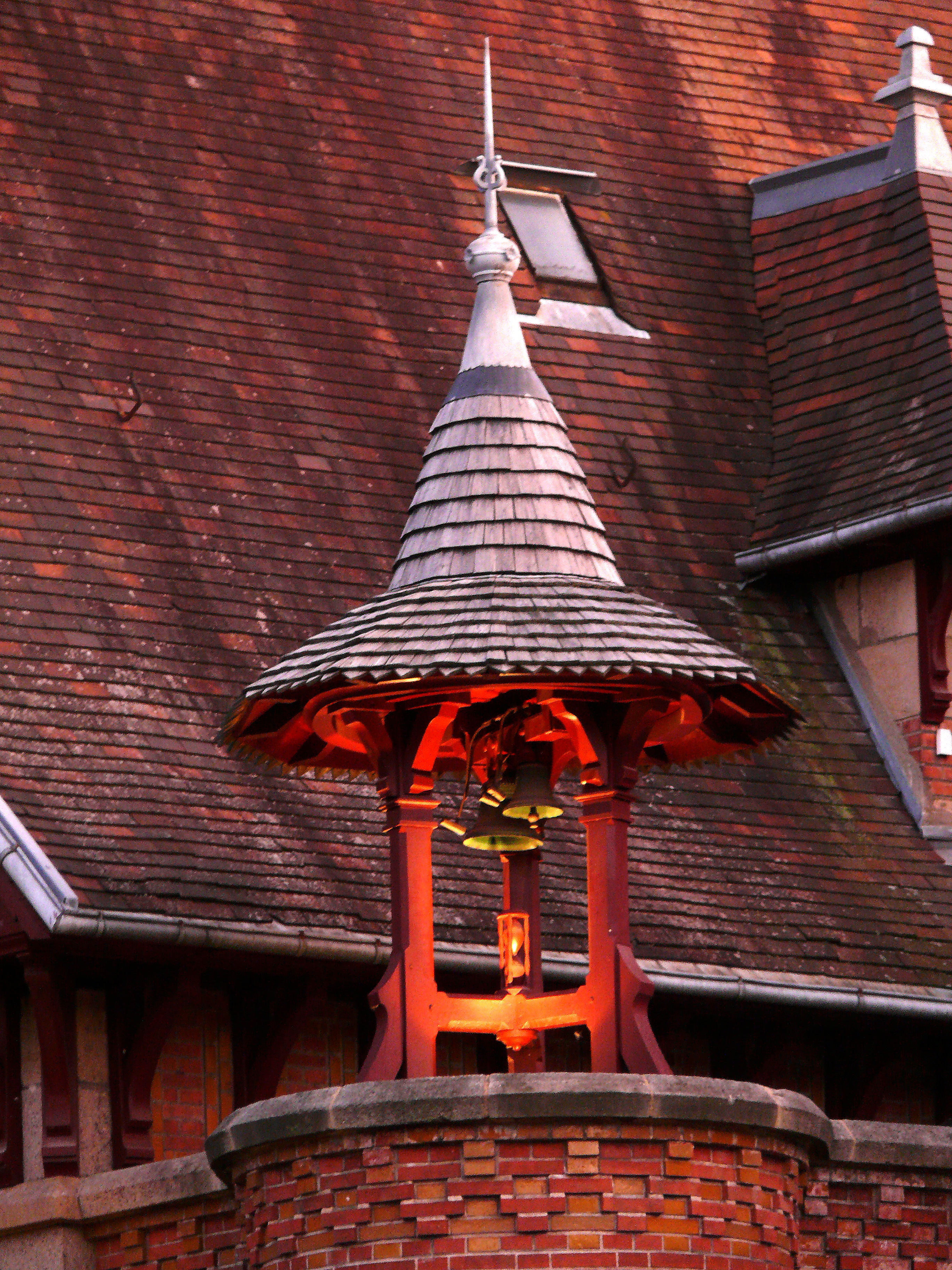
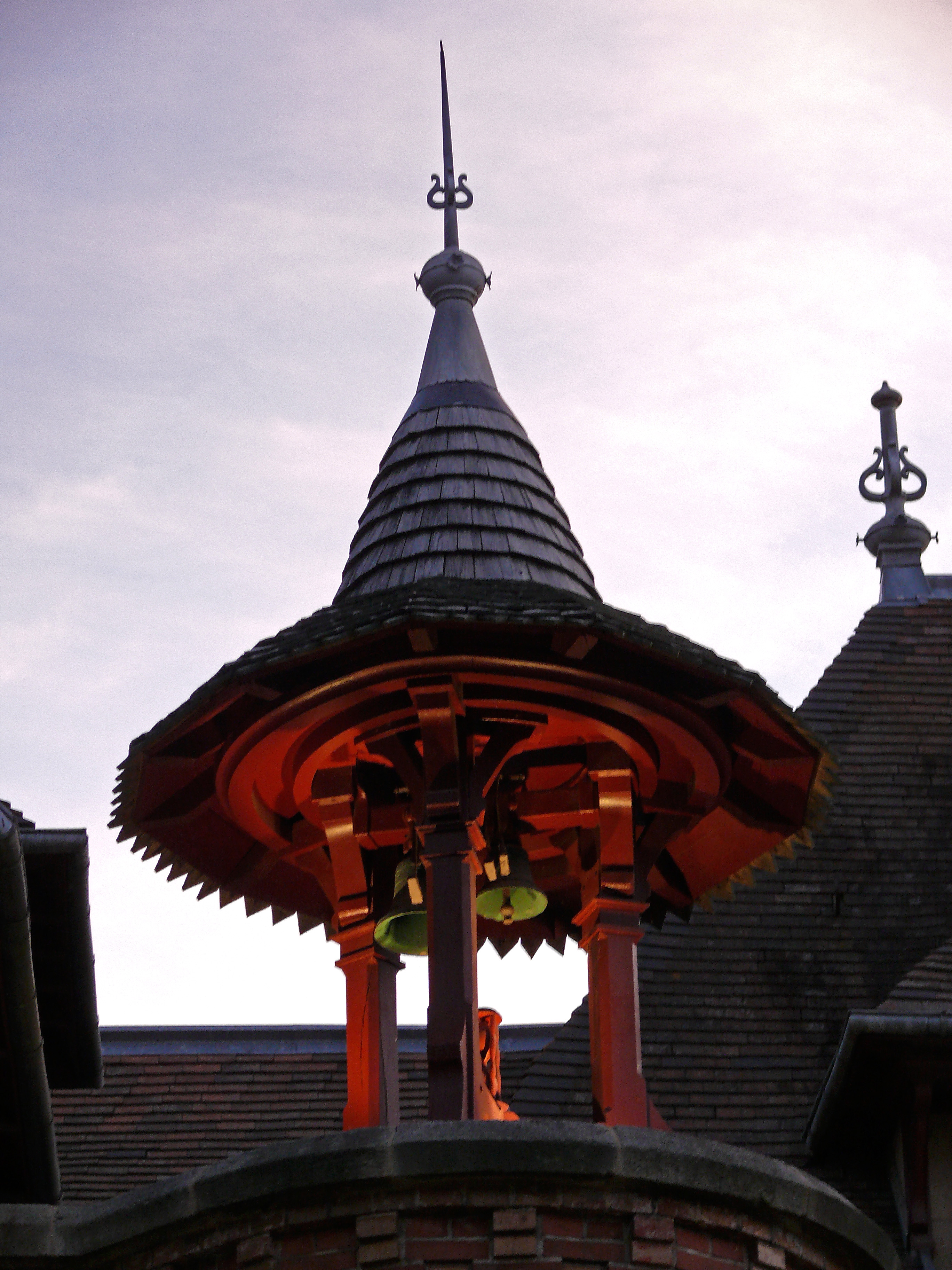
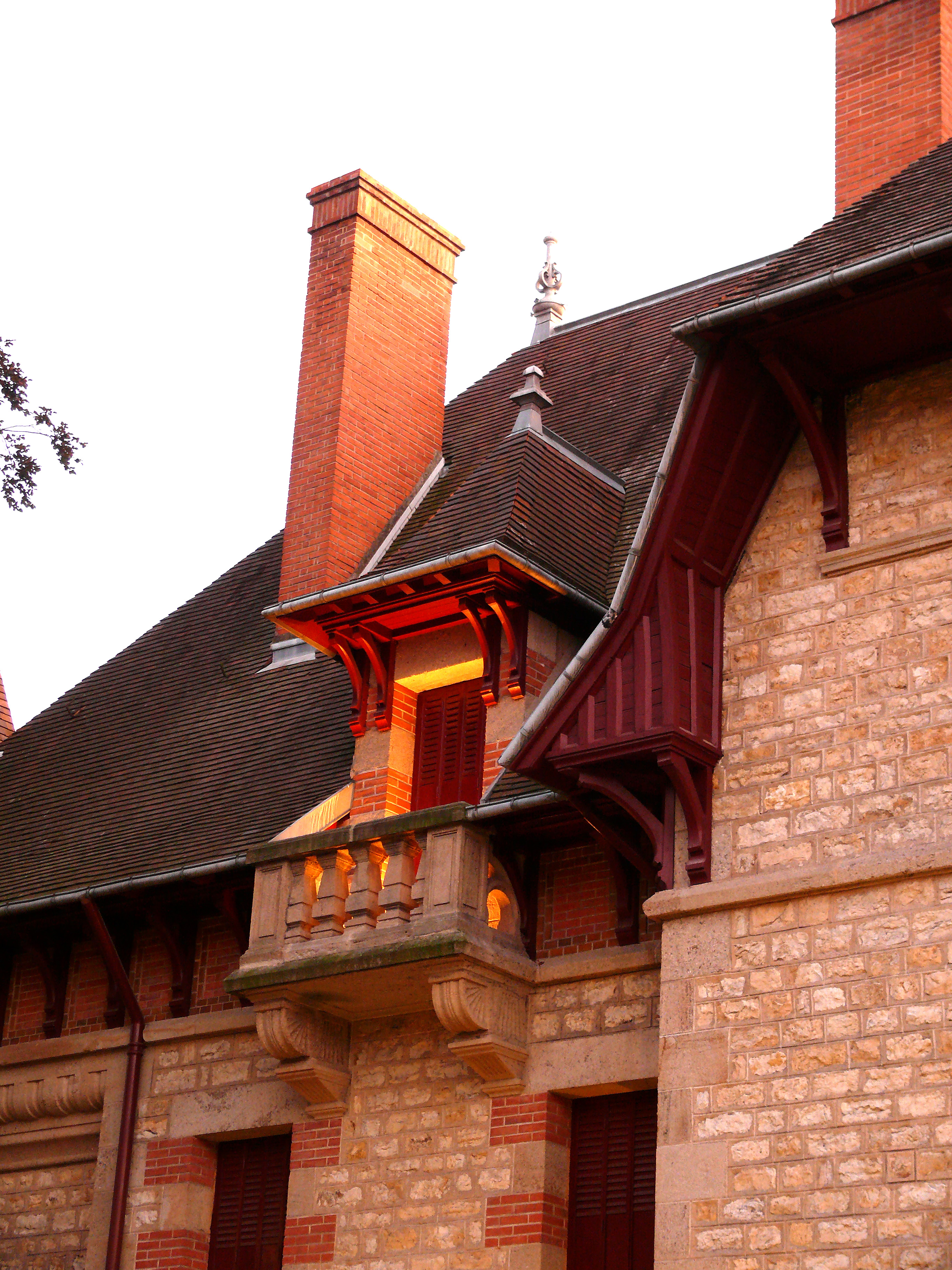
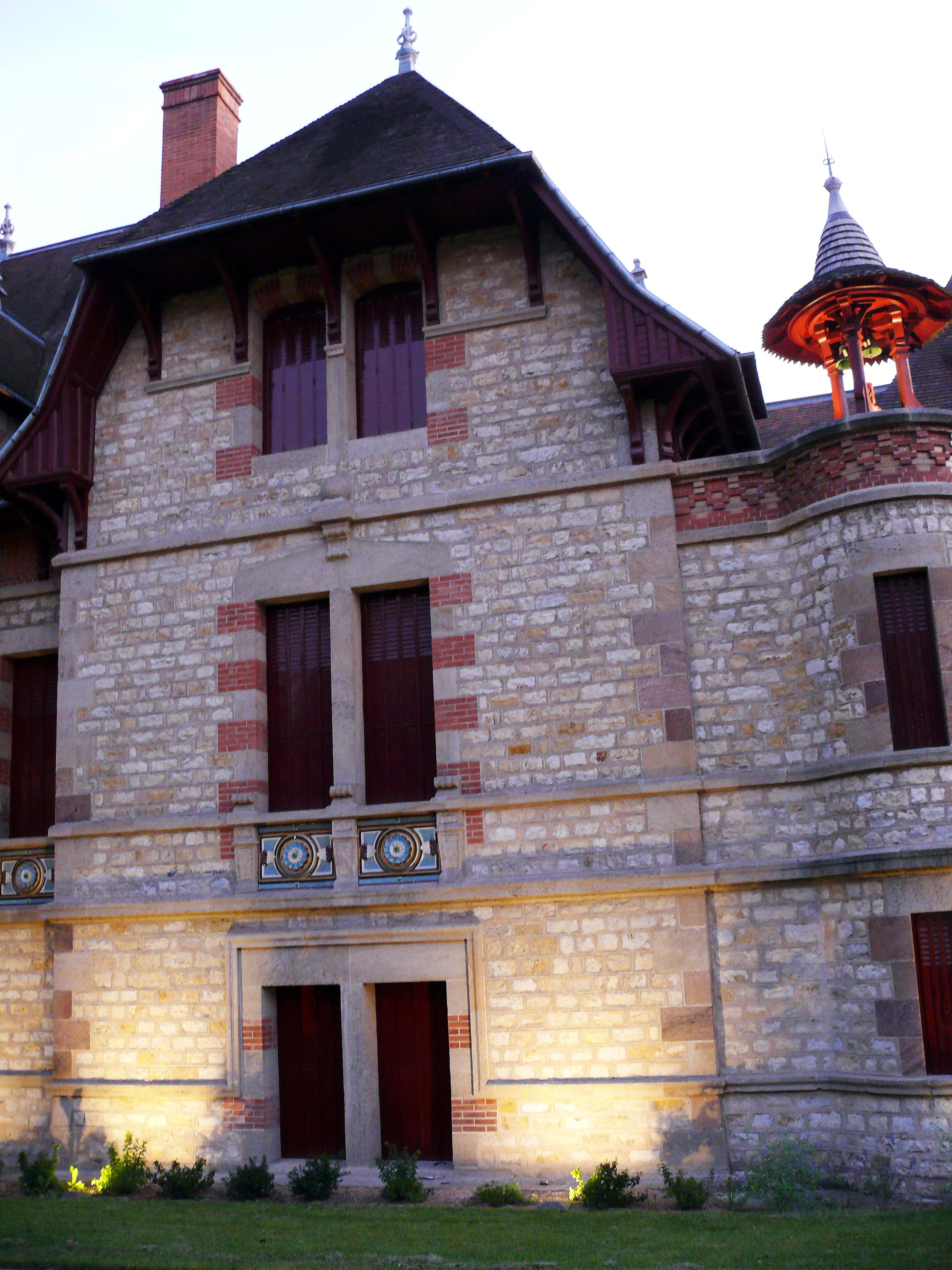
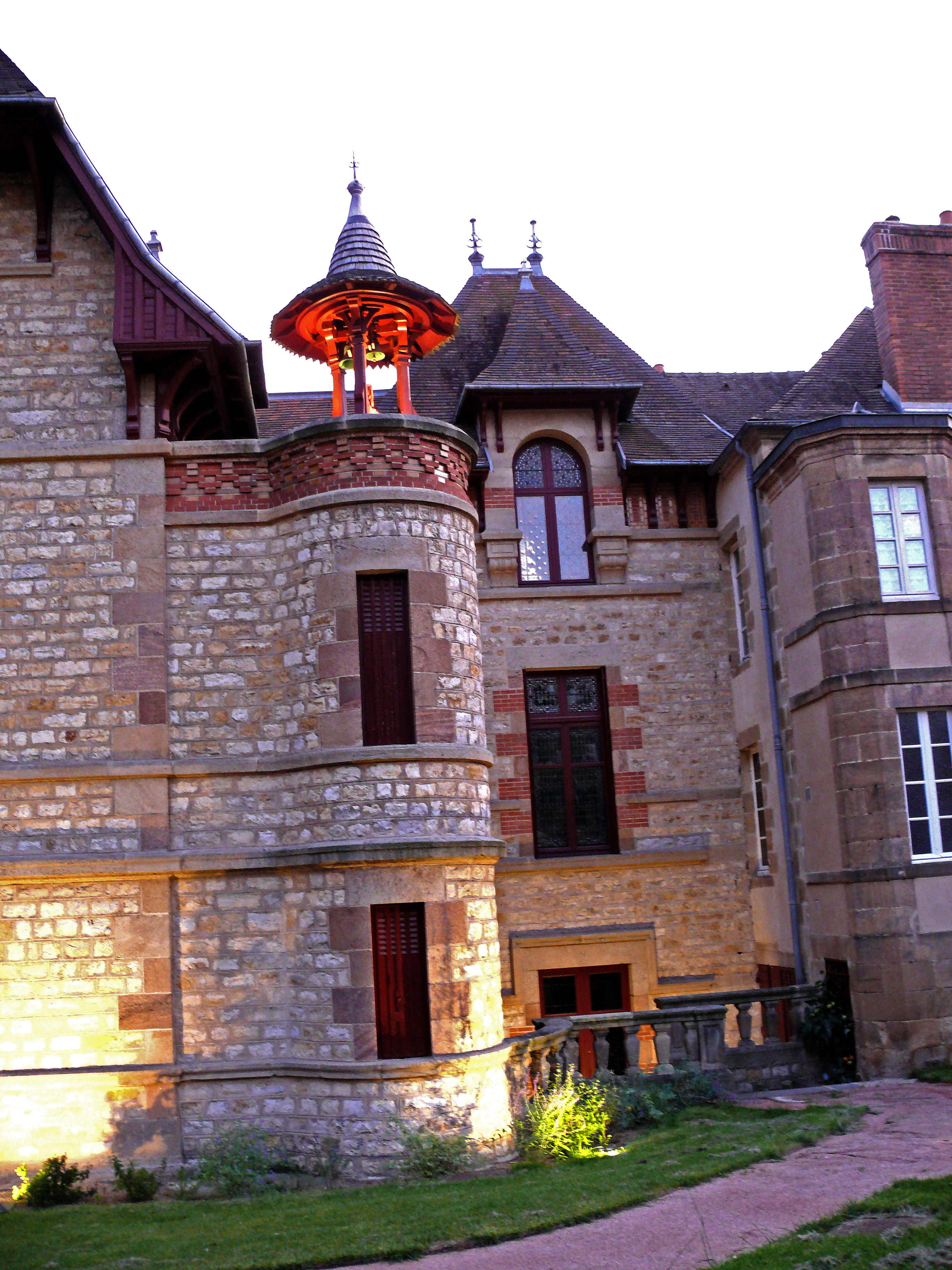